# West Kingsdown
West Kingsdown es una parroquia civil y un pueblo del distrito de Sevenoaks, en el condado de Kent (Inglaterra).

## Geografía
Según la Oficina Nacional de Estadística británica, West Kingsdown tiene una superficie de 15,97 km².

## Demografía
Según el censo de 2001, West Kingsdown tenía 5243 habitantes (49,61% varones, 50,39% mujeres) y una densidad de población de 328,3 hab/km². El 17,2% eran menores de 16 años, el 76,29% tenían entre 16 y 74 y el 6,5% eran mayores de 74. La media de edad era de 42,16 años. Del total de habitantes con 16 o más años, el 21,65% estaban solteros, el 63,44% casados y el 14,9% divorciados o viudos.
El 96,55% de los habitantes eran originarios del Reino Unido. El resto de países europeos englobaban al 1,39% de la población, mientras que el 2,06% había nacido en cualquier otro lugar. Según su grupo étnico, el 98,04% eran blancos, el 0,71% mestizos, el 0,53% asiáticos, el 0,32% negros, el 0,17% chinos y el 0,15% de cualquier otro. El cristianismo era profesado por el 78,16%, el budismo por el 0,11%, el hinduismo por el 0,13%, el judaísmo por el 0,11%, el islam por el 0,5%, el sijismo por el 0,13% y cualquier otra religión por el 0,29%. El 14,21% no eran religiosos y el 6,35% no marcaron ninguna opción en el censo.
2626 habitantes eran económicamente activos, 2543 de ellos (96,95%) empleados y 80 (3,05%) desempleados. Había 2149 hogares con residentes, 75 vacíos y 7 eran alojamientos vacacionales o segundas residencias.